# Kivijärvi (sjö i Finland, Norra Österbotten, lat 65,00, long 26,95)
Kivijärvi är en sjö i Finland. Den ligger i kommunen Utajärvi i landskapet Norra Österbotten, i den centrala delen av landet, 500 km norr om huvudstaden Helsingfors. Kivijärvi ligger 115,8 meter över havet. Arean är 1,87 kvadratkilometer och strandlinjen är 8,74 kilometer lång. Sjön  ingår i Kiminge älvs huvudavrinningsområde. 